# MACS 1149-JD
MACS 1149-JD — галактика в созвездии Лев. Её красное смещение, примерно равное 9,6, соответствует 13,2 млрд световых лет (500 млн лет после Большого Взрыва), что делает её самой удалённой из известных галактик.
Галактика открыта при изучении скопления MACS J1149+2223. MACS 1149-JD исследовалась в пяти диапазонах волн: 4 видимых и инфракрасный с помощью телескопа Хаббл, и длинноволновый инфракрасный с помощью телескопа Спитцер. 
Предполагается, что изучаемое излучение соответствует возрасту в 200 млн лет, а зародилась она около 300 млн лет после Большого Взрыва, что подтверждено наблюдениями космического телескопа «Джеймс Уэбб».
|  | 1149-JD |